# Pangutaran
Pangutaran é um município de  quarta classe de renda municipal (d) na província Sulu, nas Filipinas. De acordo com o censo de 1 de maio  de  2020 possui uma população de 36 374 pessoas e 6 592 domicílios.